# 格蘭什區
格拉姆什区是阿爾巴尼亞的36个旧区之一，这些区份在2000年7月全部撤销，并由新成立的12个州份取代。该区面积为695平方公里，人口数量为35,723人（2001年）。该区位于阿尔巴尼亚中部，区府为格拉姆什镇。该区的范围为现今艾巴申州的格拉姆什市镇。